# سیب آیدارد

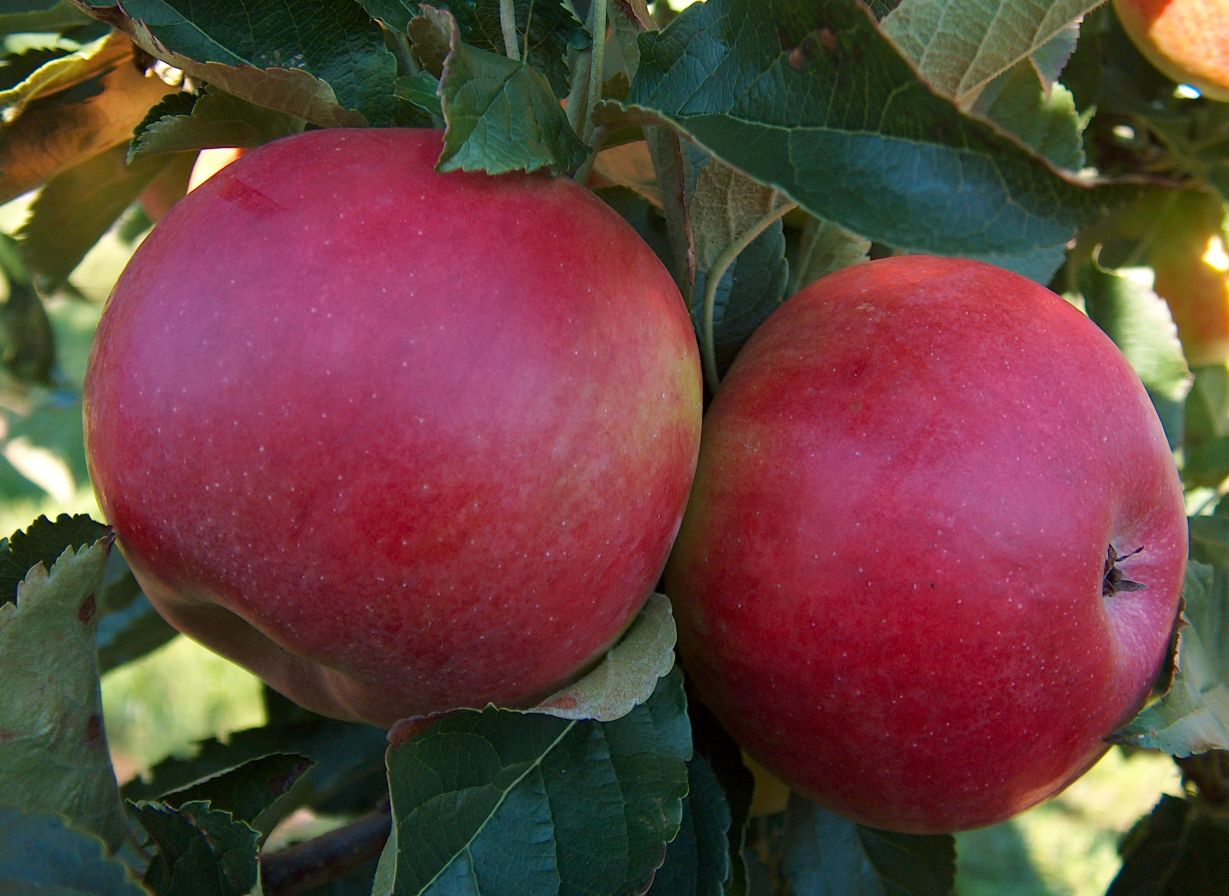
سیب آیدارد روی درخت

سیب آیدارد یک رقم سیب از منطقهٔ مسکو، آیداهو، ایالات متحده آمریکا است؛ که انواع مختلف آن از روی پوست دورنگ آن مشخص می‌گردند. اولین بار در ایستگاه کشاورزی تجربی دانشگاه آیداهو، در سال ۱۹۴۲ رشد کرد. این سیب از پیوند دو نوع سیب جاناتان و واگنر به عمل آمد. سیب آیدارد گوشتی سفید و بدنی سفت دارد، و معمولاً ترش و آبدار است. به دلایل ذکر شده برای درست کردن پوره، پای و کیک سیب بسیار مناسب است. آیدارد در پایان سپتامبر تا اواسط اکتبر چیده می‌شود. تا پایان ژانویه سفت و بادوام می‌ماند، و با ذخیره‌سازی درست حتی تا ژوئن هم دوام می‌آورد. براساس نوشته وب سایت اتحادیه سیب ایالات متحده آمریکا این سیب یکی از ۱۵ رقم سیب معروف ایالات متحده است. 

## حساسیت به بیماری
- لکه سیاه سیب : بالا[۴]
- سفیدک سطحی سیب: بالا
- زنگ سیب : بالا
- آتشکبالا